# Zivko Edge 540
Zivko Edge 540 — легкомоторний спортивний літак, моноплан, розроблений і вироблений компанією Zivko Aeronautics.
Володіє практично необмеженими можливостями в аеробатиці. Здатний обертатися зі швидкістю 420 градусів в секунду. Швидкість набору висоти — 3700 футів в хвилину.
Двомісний варіант — Zivko Edge 540T. Модифікація Zivko Edge 540X активно використовується у світовій серії з аеробатики Red Bull Air Race.
Використовує модернізований двигун Лайкомінг IO-540, 254 кВт (340 к. с.).

## Specifications (Edge 540)
Джерело: Edge Air Races Datasheet
Основні характеристики
- Екіпаж: 1
- Довжина: 6.27 m
- Висота: 2.87 m
- Розмах крила: 7.42 m

- Площа крила: 9.1 m²
- Маса порожнього: 531 кг
- Маса спорядженого: 703 кг
- Максимальна злітна маса: 816 кг
- Силова установка: 1 ×  Модифікований Lycoming AEIO-540  340 к.с. ( 254 КВт)
- Повітряний гвинт: Hartzell composite, 3 лопаті

Льотні характеристики
- Швидкопідйомність: 1,128 м/хв на 425 м